# دوري كرة القاعدة الرئيسي 2016
دوري كرة القاعدة الرئيسي 2016 (بالإنجليزية: 2016 Major League Baseball season)‏ هو الموسم 114 من  دوري كرة القاعدة الرئيسي. أقيم خلال الفترة 2016 وحتى 2 نوفمبر 2016، وأشرف على تنظيمه دوري كرة القاعدة الرئيسي، وكان عدد الأندية المشاركة فيه  30، وفاز فيه شيكاغو كابز.